# Brúðguminn
Brúðguminn (titolo internazionale: White Night Wedding) è un film islandese del 2008 diretto da Baltasar Kormákur.